# Paul Cavanagh

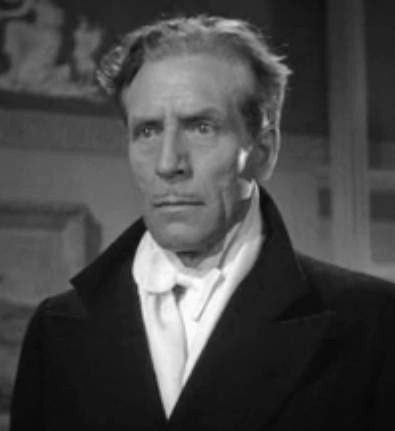
Paul Cavanagh i filmen Sherlock Holmes och kvinnan i grönt.

Paul Cavanagh, född 8 december 1888 i Chislehurst, Kent, död 15 mars 1964 i London, var en brittisk skådespelare.
Han utbildade sig först till jurist, men slog in på skådespelarbanan 1924. Cavanagh kom att medverka i över 100 filmer.

## Filmografi i urval
- 1930 – Stormen
- 1933 – Kinesiska rummets hemlighet
- 1936 – Champagne Charlie
- 1943 – Karriär på Broadway
- 1945 – Sherlock Holmes och kvinnan i grönt
- 1946 – Humoresque
- 1946 – Svarta handsken
- 1947 – Den låsta dörren
- 1948 – Upp genom luften
- 1949 – Madame Bovary
- 1953 – Vaxkabinettet
- 1954 – Kanske en Casanova
- 1954 – En läkares samvete